# Kênh đào Bắc Krym

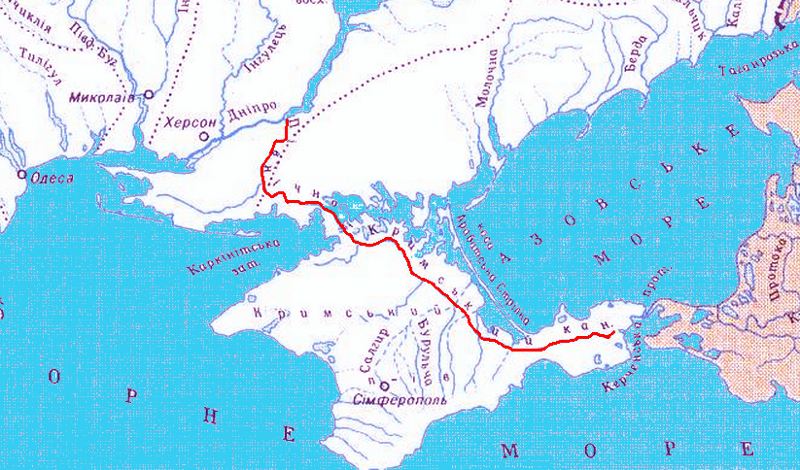
Kênh đào Bắc Krym (đường màu đỏ)

Kênh đào Bắc Krym (tiếng Nga: Северо-Крымский канал, tiếng Ukraina: Північно-Кримський канал) là một kênh đào cung cấp nước tưới tiêu cho tỉnh Kherson (miền nam Ukraina) và Krym (vùng lãnh thổ tranh chấp giữa Ukraina và Nga). Kênh khởi đầu từ hồ chứa nước Kakhovka, chảy dài hướng về phía thành phố Kerch ở bờ đông bán đảo Krym và chấm dứt khi cách thành phố chỉ một quãng ngắn. Kênh được xây dựng trong giai đoạn 1961-1971 và có nhiều nhánh. Kênh dài 402,6 km.
Khoảng 85% lượng nước Krym dùng đều được lấy từ kênh đào Bắc Krym. Sau khủng hoảng Krym 2014 và việc Nga nắm quyền kiểm soát Krym, phía Ukraina có hành động chặn bớt và đóng cửa kênh. Giữa tháng 4 năm 2014, nước này giảm 2/3 lưu lượng nước cung cấp, từ 50 m³/s xuống còn 16 m³/s. Ngày 26 tháng 4 năm 2014, Ukraina đóng kênh, chỉ một ngày sau khi Krym và Ukraina thiết lập "biên giới nhà nước" và đề ra quy tắc qua lại biên giới.
Thủ tướng trên thực tế của Krym là Sergey Aksyonov cho biết hoạt động trồng lúa bị ảnh hưởng nặng nề nhất và Krym đang lập kế hoạch phân bố lại cây trồng ở những nơi không sẵn nguồn nước. Thủ tướng Nga Dmitry Medvedev phát biểu có thể Nga sẽ xây một đường ống dẫn nước từ vùng Kuban đến Krym, xuyên qua biển Azov.

## Một số nhánh
- Kênh đào Kakhovka
- Kênh đào Krasnoznamensky